# Controle do Nintendo 64
O Controle do Nintendo 64 é o controlador de jogo padrão do console Nintendo 64, foi lançado no Japão em 23 de junho de 1996, contém 10 botões e uma alavanca analógica (chamado de "Control Stick") e uma cruz direcional, com um formato semelhante a um M. Veio inicialmente em 6 cores (cinza, preto, vermelho, verde, amarelo e azul), algumas outras cores foram adicionadas posteriormente.

## Características

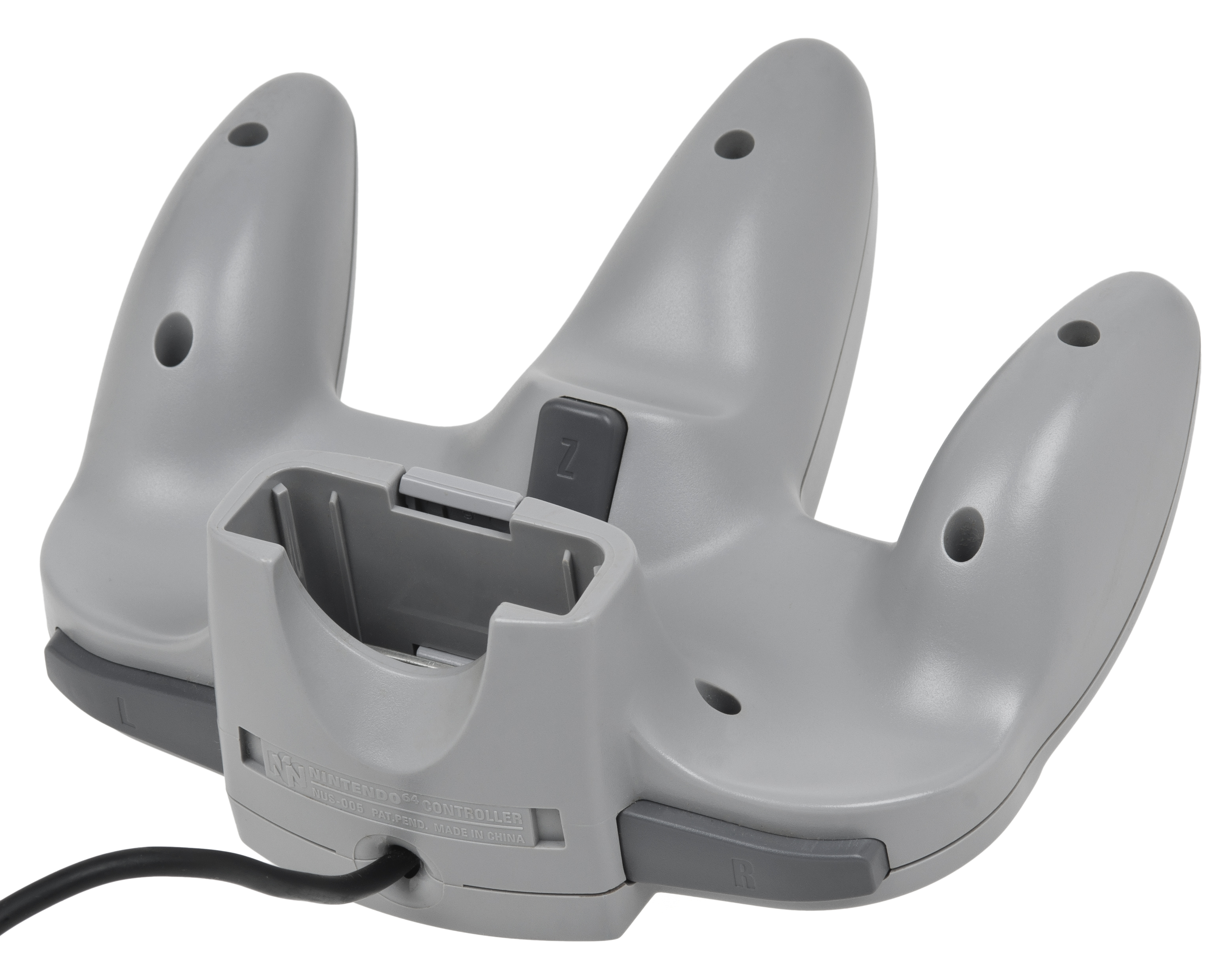
parte traseira do controle.

O design do controle foi pensado principalmente para a mecânica do jogo Mario 64. De acordo com estudos da Nintendo, como a maioria dos jogos usam dois botões principais, os botões A e B são realçados no controle, sendo de mais fácil acesso.
O controle foi projetado para ser usado em 3 diferentes posições, segurando as mãos externamente o controle fica em um formato mais adequado para jogos em 2D, semelhante ao controle do SNES, segurando no centro e na direita fica mais adequado para jogos em 3D, segurando o lado esquerdo e o centro fica mais adequado para jogos de FPS como Goldeneye 007. O controle também inclui 4 botões C, destinados a controle de câmera em jogos 3D.

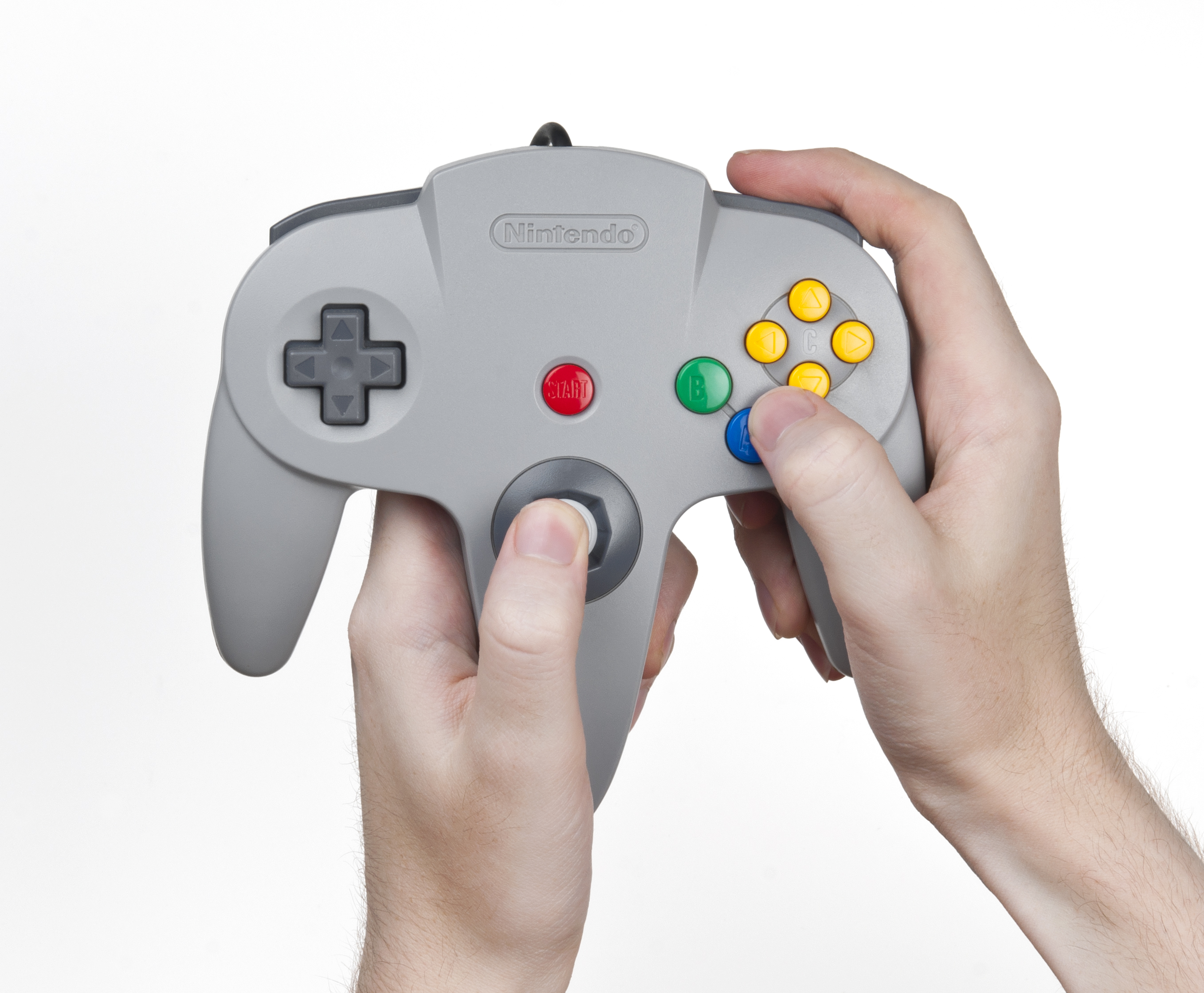
Alavanca analógica no controle.

O controle foi um dos primeiros a utilizarem a alavanca analógica como principal recurso, para uma melhor interação em ambientes 3D, contudo, alguns consoles anteriores já apresentavam o recurso semelhante como o Atari 5200 (que era um híbrido combinado com joystick) e o Neo Geo CD (híbrido combinado com cruz direcional).
Esse design foi controverso, pois alguns jogos acabavam por usar muitos botões, forçando o jogador a ficar movimentando suas mãos pelo controle, ou utilizar botões para uma função que não tinha sido projetado. Em 1997, a Sony lançou o controlador Dual Analog e o DualShock para o PlayStation que permitia utilizar a cruz direcional e as alavancas analógicas com uma mão, começaram a surgir vários controles feitos por outras empresas que faziam o mesmo no Nintendo 64 como o MakoPad and Hori Mini, a Nintendo só veio a adotar esse formato em seu console sucessor o GameCube.